# Eau écarlate
Eau écarlate SAS était une entreprise française spécialisée dans la fabrication et la distribution de produits nettoyants.
Elle a pris le statut de holding française du groupe Spotless avant que ce dernier soit racheté, en 2014, par une entreprise du groupe Henkel, la société Menelaus.
Henkel est ainsi devenu propriétaire des marques de détachants Eau écarlate et K2r, de nettoyants à lunettes Vu, de produits ménagers Vigor, de produits pour fosses septiques Eparcyl et d'insecticides Catch.

## Historique
- 1851 : invention de l'eau écarlate
- 1972 (après 1972 > code postal à 5 chiffres) SIPEN 91700 SAINTE GENEVIÈVE DES BOIS (sur étiquette flacon)
- 1988 : l'entreprise, alors entre les mains de Benkiser, est reprise par son ex-dirigeant[3]
- 1999 : lancement des produits anti-décoloration Décolor Stop (Colour Catcher dans les pays anglophones)
- 2000 : lancement des nettoyants lunettes Vu
- 2002 : acquisition de Vigor auprès d'Unilever
- 2003 : rachat par Equistone Partners selon le mécanisme du LBO[4]
- 2005 : second LBO pour la société qui passe entre les mains d'Axa Private Equity. À cette occasion, le groupe Spotless group est créé, et Eau Ecarlate en devient la filiale française[5].
- 2008 : la société Eparco cède Eparcyl à Eau écarlate[6]
- 2010 : rachat de Spotless group par le fonds d'investissement anglais BC Partners
- 2012 : Reprise des insecticides Catch auprès de Sara Lee Corporation et des détachants K2r, appartenant au groupe allemand Hedoga et distribués par S. C. Johnson
- 2014 : le groupe allemand Henkel se porte acquéreur de Spotless[7] en déboursant 940 millions d'euros[8].